# Lebensreform
Lebensreform ist der Oberbegriff für verschiedene soziale Reformbewegungen, die seit Mitte des 19. Jahrhunderts insbesondere von Deutschland und der Schweiz ausgingen. Gemeinsame Merkmale waren die Kritik an Industrialisierung, dem Materialismus und der Urbanisierung verbunden mit Streben nach dem Naturzustand. Als bedeutender Vorkämpfer der Lebensreform-Ideen gilt der Maler und Sozialreformer Karl Wilhelm Diefenbach. Eine übergreifende Organisation besaßen die verschiedenen Bewegungen nicht, dagegen bestanden zahlreiche Vereine. Ob die Reformbewegungen der Lebensreform eher als modern oder als anti-modern und reaktionär einzuordnen sind, ist umstritten. Beide Thesen werden vertreten.

## Geistesgeschichtliche Einordnung

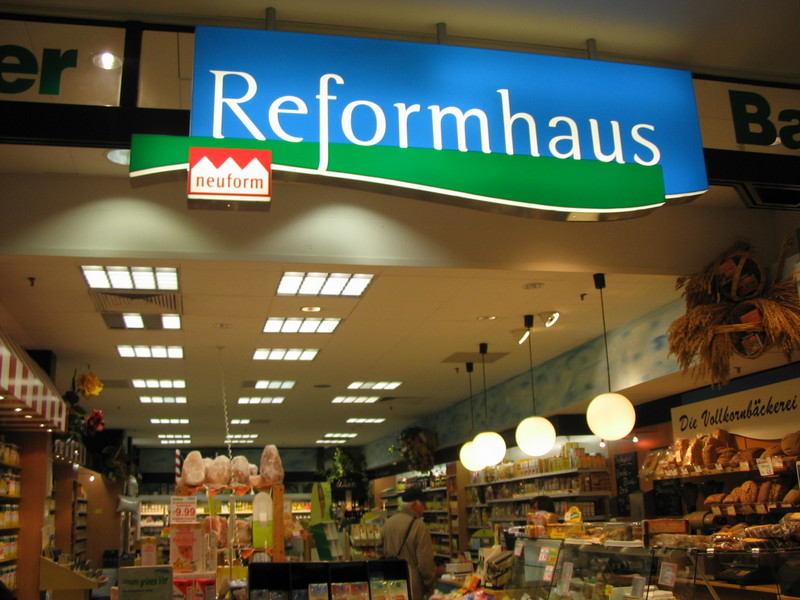
Das Reformhaus hat seine historischen Wurzeln in der alternativen Ernährung der Lebensreform.

Der Terminus Lebensreform zur Bezeichnung der sozialreformerischen Bewegung kam im letzten Drittel des 19. Jahrhunderts auf. Die einzelnen Bewegungen entstanden als Reaktion auf Entwicklungen der Moderne und der Industrialisierung, die sie nicht als Fortschritt, sondern als Verfallserscheinungen ansahen. Wesentlich für ihre Entstehung war die Befürchtung, dass die moderne Gesellschaft beim Einzelnen zu „Zivilisationsschäden“ und Zivilisationskrankheiten führe, die durch eine Rückkehr zu „naturgemäßer Lebensweise“ vermieden und geheilt werden könnten. „Der Mensch in seiner zivilisationsbedingten Not sollte allerdings nicht im banalen Sinne geheilt werden. Die Lebensreform wollte sein Heil, seine Erlösung. […] Die Weltanschauung der Lebensreform beinhaltet im Kern eine säkularisierte gnostisch-eschatologische Erlösungslehre.“
Vertreter der Lebensreform propagierten eine naturnahe Lebensweise mit ökologischer Landwirtschaft, vegetarischer Ernährung ohne alkoholische Getränke und Tabakrauchen, Reformkleidung und Naturheilkunde. Sie reagierten damit auf die aus ihrer Sicht negativen Folgen der gesellschaftlichen Veränderungen im 19. Jahrhundert. In geistiger Hinsicht wandte sich die Lebensreform neuen religiösen und spirituellen Anschauungen zu, unter anderem Theosophie, Mazdaznan und Yoga. Auch viele spätromantische Elemente wurden aufgegriffen, einhergehend mit einer Verklärung des „einfachen Lebens auf dem Lande“.
Ihre architektonische Ausprägung erhielt die Lebensreform zunächst in Siedlungsexperimenten wie dem Monte Verità, später in der Gartenstadtbewegung wie der Siedlung Hellerau und vieler anderer, deren bekanntester Vertreter der Reformarchitekt Heinrich Tessenow (1876–1950) war, sowie dem Bauhaus. Die erste Gründung einer Siedlungsgenossenschaft in Deutschland war im Jahre 1893 die Obstbau-Genossenschaft Eden bei Oranienburg.
Die Lebensreform war eine hauptsächlich bürgerlich dominierte Bewegung, an der auch viele Frauen teilnahmen. In der Körperkultur ging es darum, unter dem Eindruck von Industrialisierung und Verstädterung den Menschen zum Ausgleich viel frische Luft und Sonne zu verschaffen.
Einige Bereiche der Lebensreformbewegung, wie die Naturheilkunde oder der Vegetarismus, waren in Vereinen organisiert und erfuhren regen Zulauf, was sich in den Mitgliederzahlen widerspiegelt. Zur Verbreitung ihrer Inhalte und Prinzipien gaben sie Zeitschriften wie Der Naturarzt oder Die vegetarische Warte heraus.
Teil der Lebensreform waren darüber hinaus die Freikörperkultur (FKK, auch Naturismus), die Turnbewegung und der Ausdruckstanz. Es bestehen Bezüge zur Bodenreformbewegung Adolf Damaschkes, zur Freiwirtschaft Silvio Gesells, zur frühen Jugendbewegung sowie zu anderen sozialreformerischen Bewegungen und Künstlergruppen wie der Brücke und der damaligen Künstlerkolonie Worpswede.

## Einzelne Reformbewegungen

### Naturheilkunde
Die Grundgedanken der Naturheilkundebewegung oder Naturheilbewegung des 19. Jahrhunderts stammen von Jean-Jacques Rousseau, der seinen Erziehungsroman Émile oder über die Erziehung 1762 mit dem Satz einleitete: „Alles, was aus den Händen des Schöpfers kommt, ist gut; alles entartet unter den Händen des Menschen“. Er forderte eine Rückkehr zu naturgemäßer Lebensweise, postulierte eine körpereigene „Naturkraft“, die durch Abhärtung zu fördern sei, und lehnte Medikamente ab.
Als erste moderne Vertreter der Naturheilbewegung gelten Vinzenz Prießnitz und Johann Schroth, beide Landwirte und medizinische Laien. Sie setzten bei den nach ihnen benannten Kuren nur auf natürliche Heilmittel wie Wasser, Wärme und Luft und wurden bald als „Wunderdoktoren“ bezeichnet, wobei sie dieselben Krankheiten teilweise völlig gegensätzlich behandelten. Wesentliches Merkmal der entstehenden Naturheilkunde war die Überzeugung, dass der Körper über Selbstheilungskräfte verfüge, die lediglich angeregt und unterstützt werden müssten. Im deutschen Sprachraum wurden so genannte Naturheilanstalten gegründet. 1891 waren 131 davon im Dachverband der Naturheilvereine organisiert.
1888 gründete der Mediziner Christoph Hartung von Hartungen am Gardasee das Reform-Sanatorium von Hartungen in Form einer Natur- und Wasserheilanstalt mit Lufthütten-Kolonie. Es handelte sich dabei um eines der ersten dieser Art in Österreich, wo unter Einschluss der Hygiene und Diätetik Heilung nach einer ökologisch orientierten Medizin angestrebt wurde.
Zentrale Ansichten der Naturheilkunde nannte Meyers Konversationslexikon Ende des 19. Jahrhunderts: „Die Krankheitsvorgänge betrachtet sie als Heilsvorgänge, durch welche die den Lebensakt störenden Stoffe unter den Zeichen des Fiebers, der Entzündung, der Gärung und Fäulnis, d. h. durch Zersetzungsprozesse, unschädlich gemacht werden. Auf diesem Weg ist die Naturheilkunde so weit gekommen, beispielsweise Masern, Pocken, Scharlach für von der Natur für ein bestimmtes Lebensalter eingesetzte Reinigungsprozesse zu erklären, deren Lebensgefährlichkeit erst durch das hinfällige Menschengeschlecht sowie durch die Arzneiheilkunde selbst geschaffen worden sei.“
1883 wurde der Deutsche Verein für Naturheilkunde und für volksverständliche Gesundheitspflege gegründet. Im Jahr 1900 benannte er sich um in Deutscher Bund der Vereine für naturgemäße Lebens- und Heilweise. 1889 waren in diesem Dachverband 142 Ortsvereine mit etwa 19.000 Mitgliedern organisiert, 1913 waren es bereits 885 Vereine mit 148.000 Mitgliedern. Der Verband besaß einen Verlag, der die Zeitschrift Der Naturarzt herausgab.
Auch die ältere pseudomedizinische Methode der Homöopathie erfuhr ab 1870 einen verstärkten Zulauf, der zur Gründung zahlreicher homöopathischer Laienvereine in Deutschland führte.
In den 1920er Jahren verlor die Naturheilkunde insgesamt an Popularität, der Zenit dieser Bewegung war vorerst überschritten. Eine Ausnahme bildete nur der 1897 gegründete Kneipp-Bund, der in den 1960er Jahren etwa 65.000 Mitglieder hatte.
Nach 1933 wurde die „Deutsche Lebensreform-Bewegung“ gleichgeschaltet und ging in der Reichsarbeitsgemeinschaft der Verbände für naturgemäße Lebens- und Heilweise der NSDAP auf. „Die Nationalsozialisten erhofften sich durch die Instrumentalisierung von Lebensreform und naturgemäßer Heilkunde die Leistungsfähigkeit des deutschen Volkes, seine ‚rassische‘ Gesundheit und physische Robustheit zu steigern.“ Die NSDAP propagierte die Einbeziehung von Naturheilverfahren in die allgemeine Medizin unter dem Begriff Neue Deutsche Heilkunde. Die entsprechenden Pläne scheiterten aber letztlich am Widerstand der Ärzteschaft.
Eine bis in die 1940er Jahre bestehende Deutsche Gesellschaft für Lebensreform gab die Zeitschrift Reformrundschau heraus. Das in Dresden sitzende Forschungsinstitut der Deutschen Lebensreformbewegung war ab 1941 auch für das 1939 von Julius Streicher in Nürnberg eröffnete Forschungs- und Prüfungsinstitut für biologische Heilmittel zuständig und befasste sich mit unterschiedlichen „Richtungen besonderer, meist von naturgemäßer Lebens- und Denkweise ausgehender Lebensgestaltung“.
Ab der Nachkriegszeit wurde Naturheilkunde in Deutschland wieder zunehmend beliebter. Während 1970 rund die Hälfte der Bevölkerung auf Naturheilmittel zurückgriffen, nutzten 2013 über 70 % der Bevölkerung Naturheilmittel.

### Kleidungsreform
Im Umfeld der Lebensreform-Bewegungen gab es in der zweiten Hälfte des 19. Jahrhunderts in Deutschland mehrere Ansätze zu einer Reform der Kleidung, wobei sich die ersten Überlegungen auf die Männerkleidung bezogen. Heftige Kontroversen gab es zur Frage, welches Material der Gesundheit besonders zuträglich sei. Gustav Jäger hielt ausschließlich Wolle für geeignet, während Heinrich Lahmann Baumwolle befürwortete und Sebastian Kneipp vor allem Leinen. Jäger gründete ein eigenes Bekleidungsunternehmen für die von ihm entworfene Normalkleidung für Männer, die einige Jahrzehnte lang recht erfolgreich auf dem Markt war, nicht nur im deutschen Sprachraum, sondern auch in England. Er gründete einen eigenen Verein und gab eine monatliche Zeitschrift heraus.
Bei den Reformansätzen der Frauenkleidung ging es um die Abschaffung des Korsetts, die nicht nur von Frauenrechtlerinnen, sondern auch von einigen Medizinern nachdrücklich gefordert wurde. Der Arzt Samuel Thomas Sömmering hatte schon 1788 einen Aufsatz mit dem Titel „Über die Schädlichkeit der Schnürbrüste“ geschrieben. In der Folgezeit häuften sich öffentliche Vermutungen, die starke Einschnürung führe zur Deformierung innerer Organe und vor allem zur Schädigung der Gebärmutter, begünstige Verstopfung und könne zu einer Schnürleber führen. Tatsächlich nachweisbar waren Atemnot und eine Neigung zu Ohnmachten sowie eine stark eingeschränkte Beweglichkeit.
In den USA forderte Amelia Bloomer als eine der ersten Frauen um 1850 ein Reformkleid und trug es auch einige Zeit. Die amerikanische Reformbewegung scheiterte jedoch. 1881 wurde in England die Rational Dress Society gegründet, 1896 folgte in Deutschland der Allgemeine Verein zur Verbesserung der Frauenkleidung mit zunächst 180 Mitgliedern. Im Jahr 1900 entwarfen bekannte Künstler sogenannte Künstlerkleider ohne Korsett, unter anderem Henry van de Velde und Anna Muthesius. Diese Modelle waren aber nicht für die Massenproduktion gedacht. 1903 entstand die Freie Vereinigung für Verbesserung der Frauenkleidung, die 1912 in Deutscher Verbund für Frauenkleidung und Frauenkultur umbenannt wurde. Nach 1910 verzichtete die Haute Couture auf das Korsett, ohne dass die Damenmode dadurch bequem wurde. Erst der Stoffmangel und ein verändertes Frauenbild zur Zeit des Ersten Weltkrieges sorgten für eine starke Veränderung der Frauenkleidung im Sinne der Reformer.

### Freikörperkultur

Der ehemalige Konsul Joseph Salomonson beim Ackerbau auf dem Monte Verità, 1907

Auch die FKK-Bewegung entstand als Teil der Lebensreform-Bewegungen. Der Schweizer Arnold Rikli gründete bereits 1853 eine „Sonnenheilanstalt“ und verordnete seinen Patienten „Lichtbäder“ ohne jede Bekleidung. 1906 gab es in Deutschland 105 so genannte Luftbäder.
Als eigentlicher Pionier der Freikörperkultur, nämlich außerhalb hygienisch-medizinischer Kuren, gilt der Maler und Kulturreformer Karl Wilhelm Diefenbach (1851–1913), der sie mit seinen Schülern in der Einsiedelei Höllriegelskreuth bei München und später auf dem Himmelhof bei Wien praktizierte. Durch ihn und gegen ihn kam es im Jahre 1888 zum ersten Nudistenprozess der Geschichte. Diefenbach wirkte auf Nachfolger wie Heinrich Pudor, Gustav Gräser, Guntram Erich Pohl, Richard Ungewitter und Hugo Höppener-Fidus.
1891 veröffentlichte Heinrich Pudor eine Schrift mit dem Titel Nackende Menschen. Jauchzen der Zukunft, in der er Nacktheit als Gegenmittel gegen die angebliche Degeneration der Menschen als Folge der Zivilisation preist. „Pudors Kombination aus Gesundheitsratschlägen, Kleiderreform, Vegetarismus, Antimodernismus und Antisemitismus fand in den folgenden Jahren zahlreiche Nachahmer.“
Auch der FKK-Aktivist Richard Ungewitter vertrat völkisch-antisemitisches Gedankengut. Er gründete 1910 die Loge für aufsteigendes Leben und warb für „strenge Leibeszucht“ und „nackte Gattenwahl“ mit dem Ziel, gesunde und „rassereine“ Nachkommen zu zeugen. „Würde jedes deutsche Weib öfter einen nackten germanischen Mann sehen, so würden nicht so viele exotischen fremden Rassen nachlaufen. Aus Gründen der gesunden Zuchtwahl fordere ich deshalb die Nacktkultur, damit Starke und Gesunde sich paaren, Schwächlinge aber nicht zur Vermehrung kommen.“

Von Pornografie und freier Sexualität distanzierten sich die führenden Vertreter der Freikörperkultur entschieden. „Bis in die 20er Jahre hinein gab es eine breite Bewegung in der FKK-Kultur, die sehr viel stärker auf Disziplinierung, Körperkontrolle, Selbstkontrolle abzielte, (…) Werte, die durchaus kompatibel waren mit der NS-Ideologie“, so der Historiker Hans Bergemann. Die bürgerlichen FKK-Vertreter kritisierten zwar heftig die allgemeine Prüderie, vertraten jedoch selbst keine liberalen Ansichten, sondern definierten den Begriff der „Unmoral“ um. Für sie war der bekleidete Mensch unmoralisch. Hans Bergemann: 

„Sie haben einfach gesagt: es ist die Kleidung, die den Körper sexualisiert und erst das schwüle Begehren schafft, und dem gegenüber müsste man sich nackt ausziehen, das würde dann das sexuelle Begehren mindern bzw. man könnte es besser kontrollieren.“

 So heißt es in einer FKK-Publikation: „Und endlich muss an dieser Stelle auch die moderne Badehose erwähnt werden, dieses unanständigste Kleidungsstück, das sich denken lässt, weil sie den Blick mit Gewalt auf diese gewisse Stelle lenkt und mit Fingern auf sie zeigt […]“
Die Anhänger der FKK-Bewegung gehörten jedoch verschiedenen ideologischen Richtungen an, auch wenn die bekanntesten Publizisten völkisch-national waren. Gefördert wurde die Nacktkultur durch die Wandervogel-Bewegung, die damit sportliche Aktivitäten verband. Der Gymnastiklehrer Adolf Koch gehörte politisch dem Lager des Sozialismus an und verfolgte sozialreformerische Ziele innerhalb der Arbeiterschaft. Er bemühte sich auch um Sexualaufklärung, körperliche Kräftigung und medizinische Beratung. Koch gründete so genannte „Körperschulen“, die in den 1920er Jahren deutlich mehr Anhänger hatten als die bürgerlichen FKK-Gruppen. 1932 gab es im Deutschen Reich rund 100.000 organisierte FKK-Anhänger, davon etwa 70.000 in den Körperschulen.
Die konservativen FKK-Gruppen gründeten 1923 die Arbeitsgemeinschaft der Bünde deutscher Lichtkämpfer, die sich ab 1926 Reichsverband für Freikörperkultur (RFK) nannte. Die sozialistischen Gruppen bildeten den Bund für sozialistische Lebensgestaltung und Freikörperkultur. Im März 1933 wurde ein Erlass zur Bekämpfung der „Nacktkulturbewegung“ herausgegeben. Nachdem sich der RFK zum NS-Staat bekannt hatte, folgte die Gleichschaltung und die Umbenennung in Kampfring für völkische Freikörperkultur.
Die bei weitem umfangreichste Sammlung zur historischen und aktuellen Situation der Freikörperkultur, die „Internationale FKK-Bibliothek“ (ehemals Sammlung Damm–Baunatal), befindet sich im Niedersächsischen Institut für Sportgeschichte in Hannover.

### Ernährungsreform
Ein weiterer Teilbereich der Lebensreform war die Ernährungsreform, die in engem Zusammenhang mit Ideen der Naturheilkunde entstand. Der moderne Vegetarismus in Deutschland kann als spezielle Variante dieser Bewegung angesehen werden. Die Reformer lehnten die Veränderungen der Ernährungsgewohnheiten im 19. Jahrhundert ab, die in Zusammenhang mit der Modernisierung der Lebensmittelindustrie, sinkenden Preise für einige Produkte wie Zucker und Weißmehl sowie der Einführung von Konserven und ersten Fertigprodukten wie Fleischextrakt und Brühwürfeln standen. Die führenden Vertreter von Ernährungsreformen waren Mediziner, die die moderne „Zivilisationskost“ als Hauptursache für viele Krankheiten ansahen. Nur möglichst naturbelassene Lebensmittel seien wirklich gesund, so ihre These. Es gab keine einheitliche Theorie zur Ernährung, gemeinsam war den Ernährungskonzepten der Reformer aber der weitgehende Verzicht auf Fleisch, die Bevorzugung von Rohkost und Vollkornprodukten und die Ablehnung von Genussmitteln wie Tabak, Kaffee, Alkohol, aber auch von Zucker und starken Gewürzen. Die Ansichten der Ernährungsreformer standen im Widerspruch zu den Erkenntnissen der Ernährungswissenschaft des späten 19. Jahrhunderts, die tierisches Protein als wichtigsten Energielieferanten der menschlichen Ernährung ausmachten. Die Bedeutung der Vitamine war noch unbekannt.

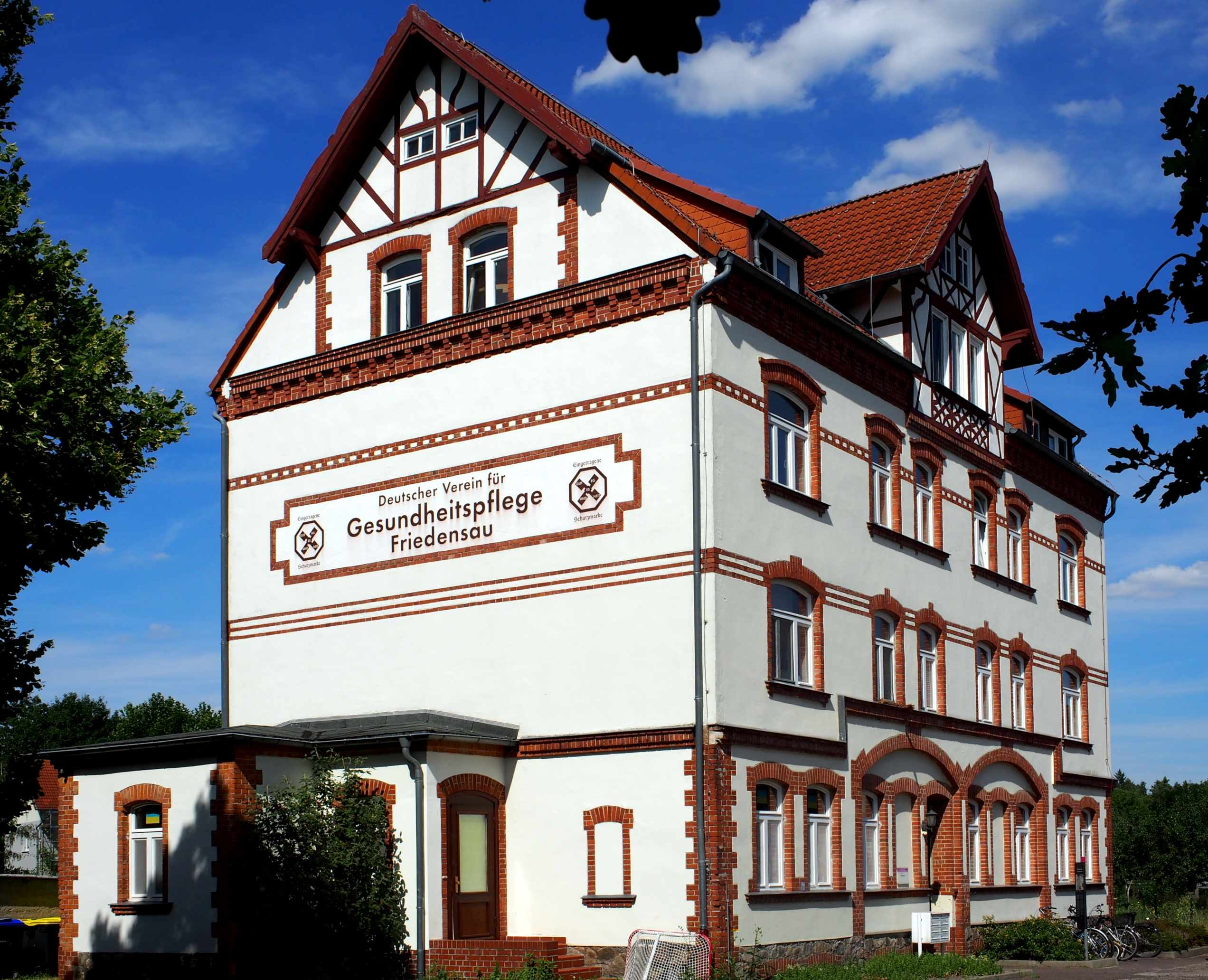
Der Deutsche Verein für Gesundheitspflege folgte Ideen der Lebensreform aus religiöser (adventistischer) Motivation.

Theodor Hahn schrieb 1857/1858 sein Buch Die naturgemäße Diät und etwas später das Praktische Handbuch der naturgemäßen Heilweise, in dem er Vollkornprodukte, Milch, rohes Gemüse und rohes Obst als optimale Lebensmittel bezeichnete. Der später nach Amerika ausgewanderte und dort mit 50 Jahren verarmt und nach einer Erkältung an einer Lungenentzündung gestorbene Fotograf Gustav Schlickeysen (1843–1893) bezeichnete den Menschen als Fruchtfresser und lehnte, nachdem er bereits „als Kind schwach und kränkelnd“, später durch die Arbeit in der Dunkelkammer geschädigt worden war und sich Linderung seiner Beschwerden durch eine mit pantheistischen Vorstellungen verbundene vegetarische Ernährungsweise erhoffte, sowohl gekochte als auch tierische Kost völlig ab. Dieser Form des Veganismus folgen die Frutarier.
Der Vegetarismus entwickelte sich zu einer eigenständigen Bewegung, die sich auch vereinsmäßig organisierte. Ein wichtiger Vertreter war Gustav Struve dessen Buch Pflanzenkost. Die Grundlage einer neuen Weltanschauung 1869 erschien.
Der Pfarrer Eduard Baltzer hatte 1867 in Nordhausen den ersten Verein für naturgemäße Lebensweise gegründet, der sich vor allem der Ernährung widmete. 1892 entstand der Deutsche Vegetarierbund mit Sitz in Leipzig. 1912 gab es 25 deutsche Vegetariervereine mit rund 5000 Mitgliedern. Die in Deutschland und Österreich noch im Lebensmittelhandel aktiven Reformhäuser gehen auf die Lebensreformbewegung zurück.
Maximilian Bircher-Benner entwickelte um 1900 nicht nur das Bircher-Müsli, sondern auch eine eigene, auf „energetischer Betrachtungsweise“ beruhende Ernährungslehre: die „Sonnenlichtnahrung“. Bei dieser werden die verwendeten Nahrungsmittel nach ihrem „Lichtwert“ interpretiert.
Auf die Arbeiten Bircher-Benners griff der Hygieniker Werner Kollath zurück, der 1942 sein Hauptwerk Die Ordnung unserer Nahrung veröffentlichte. Darin bezeichnete er die „Zivilisationskost“ als minderwertige „Halbnahrung“, während unverarbeitete Produkte „vollwertig“ seien. Sein Ernährungskonzept nannte er Vollwertkost.
Die Gedanken der Ernährungsreform wurden vor allem in Kurkliniken aufgegriffen und verbreitet. Verschiedene populäre Ernährungsformen, die heute unter der Sammelbezeichnung „Alternative Ernährung“ geführt werden, basieren auf Ideen aus der Ernährungsreform-Bewegung.

### Landkommunen
Als Folge von Industrialisierung und Urbanisierung kam es vor allem innerhalb des Bildungsbürgertums zu einer „agrarromantischen Großstadtfeindlichkeit“ und zu einer regelrechten Flucht aufs Land unter dem Motto „Zurück zur Natur“. Einige begnügten sich mit der Anlage von Schrebergärten oder zogen in neu entstehende Gartenstädte. Andere gründeten mit Gleichgesinnten Kommunen auf dem Land mit dem Anspruch, benötigte Lebensmittel weitgehend selbst zu erzeugen. Der Autor Ulrich Linse schreibt: „Es war eine anti-urbanistische Revolte der städtischen, progressiv ausgerichteten Intelligenz, es war Landkult und Agrarutopismus der Großstadtliteraten“. Linse bezeichnet diese Strömung als Form des Eskapismus. Innerhalb der entstehenden Kommunen waren um 1900 die Ideen der Lebensreform zu gesunder Lebensweise und Ernährung dominierend, daneben spielte der Gedanke der Genossenschaften und die Ideen zur Bodenreform eine Rolle. Er unterteilt die Landkommunen nach der jeweils vorherrschenden Weltanschauung in sozialreformerische, völkische, anarcho-religiöse und evangelikale. Als völkisch ist die Siedlung Heimland in Nordbrandenburg anzusehen, die bald wieder einging. Als sozialreformerisch und anarcho-religiös die Siedlung Monte Verità bei Ascona. Ein Beispiel für eine reine Frauensiedlung war das Projekt Schwarzerden bei Darmstadt, das eher der Frauenbewegung zuzurechnen ist als der Lebensreform. Die zeitweilige Popularität der Siedlungsidee führt Linse vor allem auf politische und wirtschaftliche Krisen des Deutschen Reiches um 1900 und dann erneut nach dem Ersten Weltkrieg zurück.
Vorbild vieler Landkommunen wurde die Vegetarische Obstbausiedlung Eden, die 1893 von 18 Anhängern der Lebensreform in der Nähe von Oranienburg gegründet wurde. Das Siedlungsgelände wurde in Heimstätten aufgeteilt und in Erbpacht zunächst ausschließlich an Vegetarier vergeben. Aus finanziellen Gründen wurden ab 1901 jedoch auch Nicht-Vegetarier aufgenommen und der Name in Gemeinnützige Obstbausiedlung geändert. Die Tierschlachtung und der Verkauf von Fleisch blieb innerhalb von Eden jedoch verboten. Jede Heimstätte wirtschaftete für sich, darüber hinaus gab es den genossenschaftlichen Obstbau als Erwerbsquelle. 1894 hatte Eden 92 Mitglieder, 22 Heimstätten waren verpachtet, 1895 waren es 45. Nach einem starken Mitgliederschwund um das Jahr 1900 stieg die Zahl wieder an. 1930 gab es 230 Siedlungshäuser und rund 850 Bewohner. Die Produkte wurden an Reformhäuser und Naturheilanstalten verkauft. 1933 wurde das schon länger völkisch orientierte Eden von den Nationalsozialisten gleichgeschaltet, bestand aber weiterhin. Auch in der DDR wurde nach 1945 unter der Marke Eden weiterhin produziert. Die Genossenschaft besteht noch und ist in verschiedenen Geschäftsbereichen aktiv. Die bis heute gängige Reformhaus-Marke Eden wurde jedoch nach der DDR-Zeit verkauft, gehörte länger zum DE-VAU-GE, der sie 2014 an Hügli weiterverkaufte.
Eine Sonderform der Landkommunen waren die Künstlerkolonien, zum Beispiel die Künstlerkolonie Worpswede um Paula Modersohn-Becker oder in Höllriegelskreuth und Wien um Karl Wilhelm Diefenbach. Besonders bekannt wurde der Monte Verità bei Ascona in der Schweiz, der im Jahr 1900 als lebensreformerische Genossenschaft gegründet wurde. Sie spaltete sich später in ein wirtschaftlich orientiertes Sanatorium und eine Gruppe von „Sezessionisten“ um die Brüder Karl, Ernst und Gusto Gräser. Um die Gräserbrüder sammelten sich nicht nur Künstler und Denker, sie wurden selbst Gegenstand der Dichtung, so von Hermann Hesse und Gerhart Hauptmann. Durch sie wurde der „Berg der Wahrheit“ eine Zitadelle für Sozialreformer und Kriegsgegner, zugleich ein Einfallstor für östliche Spiritualität. Anstöße zu Dadaismus und Expressionismus gingen von ihnen aus. Die Dadaisten Hugo Ball, Hans Arp, Hans Richter und Marcel Janco feierten dort 1917 zusammen mit den Tänzern Rudolf von Laban, Mary Wigman und Suzanne Perrottet ein anationales „Sonnenfest“ vor der Felsgrotte Gusto Gräsers. Der Berg gilt als Wiege des Ausdruckstanzes und einer frühen Alternativbewegung. Dichter und Denker wie die Dramatiker Reinhard Goering und Georg Kaiser, der Psychiater Otto Gross und der junge Philosoph Ernst Bloch erhoben ihn in den Rang eines Mythos.

### Kunstgewerbe, Architektur und Städtebau
Im Bereich der Gestaltung von Produkten und des Bauens brach sich der Reformgedanke ebenfalls Bahn. Moritz Meurer und Karl Blossfeldt wandten sich dem Naturstudium, insbesondere der Morphologie von Pflanzen, zu, um daraus Gestaltungsprinzipien für neue, florale Ornamentformen zu entwickeln. Damit befruchteten sie nicht nur einen entstehenden „Reformstil“, den Jugendstil, sondern auch den Unterricht an Kunstgewerbeschulen, die immer größeren Einfluss auf die Produktgestaltung entfalteten. Inspiriert von John Ruskin und dem Arts and Crafts Movement nahm sich in Deutschland der Deutsche Werkbund des Reformgedankens an und versuchte den Historismus durch eine Reformarchitektur abzulösen. Innerhalb dieser Strömungen zielte die Heimatschutzarchitektur auf eine stärkere Berücksichtigung der regionalen Kulturlandschaft und ihrer handwerklichen Bautraditionen. Die Organische Architektur, ebenfalls ein Kind der Zeit der Reformbewegung der Jahrhundertwende, nahm sich Strukturen der Natur, insbesondere den menschlichen Körperbau, zum gestalterischen Vorbild (→ Biomorphismus). Der Reformstädtebau als urbanistische Umsetzung des Reformgedankens betrachtete – angewidert von der Mietskaserne der Industriestädte – zu entwickelnde Siedlungen als Entwurfsaufgabe, in der das Bauen mit Natur und Landschaft zu durchdringen und zu verbinden ist.

### Lebensschule
Gegen Ende des 19. Jahrhunderts und im ersten Drittel des 20. Jahrhunderts entwickelte sich die Reformpädagogik, die sich gegen Lebensfremdheit und unterwerfenden Autoritarismus der vorherrschenden „Pauk- und Drillschule“ wandte. Reformpädagogen wollten über eine veränderte Bildungstheorie und Lerntheorie zu einer veränderten Didaktik gelangen, die in einem handlungsorientierten Unterricht vor allem die Selbsttätigkeit der Schüler in den Mittelpunkt stellt. Die Konzepte der „Lebensschule“, wie sie zum Beispiel Olga Essig, Franz Hilker, Paul Oestreich oder der Bund Entschiedener Schulreformer in den 1920er Jahren propagierten, bezogen sich auf unterschiedliche Überlegungen und Versuche der Reformpädagogik, wie Landerziehungsheime, Lebensgemeinschaftsschule, „elastische“ Einheitsschule, Arbeitsschule, Produktionsschule etc., die organisatorisch und inhaltlich in der „neuen Schule“ vereinigt zu einer neuen „höheren Qualität der Menschenbildung“ führen sollten.

## Lebensreform in der Schweiz
Die Schweiz war ein wichtiger Dreh- und Angelpunkt der Lebensreformbewegung. Es gab zahlreiche, international bekannte Naturheilanstalten wie die Naturheilanstalt Auf der Waid in Mörschwil, Fellenbergs Naturheilanstalt in Erlenbach, die Naturheilanstalt Lebendige Kraft in Zürich und das Kurhaus Cademario.
Laienbehandler und Naturheilärzte wie Arnold Rikli, Theodor Hahn, Adolf Keller-Hoerschelmann und Max Bircher-Benner entwickelten neuartige Naturheilverfahren und prägten die Debatten über Vegetarismus, Alkoholabstinenz und Ernährungsreform weit über die Schweiz hinaus.
1868 schlossen sich die Anhänger der Naturheilkunde erstmals im Schweizerischen Centralverein für Naturheilkunde zusammen, der jedoch nach wenigen Jahren wieder aufgelöst wurde. Es folgten lokale Naturheilvereine in vielen Schweizer Orten wie Zürich (1892), Bern (1893), Winterthur (1898) und Basel (1899). Ab 1907 gab es mit dem Verband Schweizerischer Naturheilvereine (heute vitaswiss) erstmals einen gesamtschweizerischen Zusammenschluss der Naturheilbewegung.
Die Société d’Hygiène générale et de végétarisme de Lausanne war 1880 der erste Vegetarierverein der Schweiz. In Genf wurde 1883 das erste vegetarische Restaurant der Schweiz eröffnet. Als das am längsten existierende vegetarische Restaurant der Welt gilt das 1898 in Zürich eröffnete Vegetarierheim (Hiltl).
Die Jugendbewegung begann in der Schweiz in den 1890er Jahren mit den alkoholabstinenten Mittel- und Hochschulverbindungen Helvetia und Libertas. Diese gründeten 1907 den Schweizer Ableger der Wandervogelbewegung.
Lebensreformerische Praktiken wie Alkoholabstinenz, Ernährungsreform und Körperkultur waren auch in vielen Schweizer Landerziehungsheimen wie dem Schloss Glarisegg am Bodensee oder der Ecole d’Humanité in der Gemeinde Hasliberg verbreitet.
Eduard Fankhauser und Werner Zimmermann gründeten 1927 den Schweizerischen Lichtbund (heute ONS) als ersten überregionalen FKK-Verein der Schweiz. Das 1937 in Thielle am Neuenburgersee eröffnete FKK-Gelände die neue zeit pflegt bis heute lebensreformerische Ideale.
Die 1893 gegründete Obstbaugenossenschaft Heimgarten bei Bülach diente als Vorbild für die Gemeinnützige Obstbau-Siedlung Eden in Oranienburg bei Berlin. Die 1900 gegründete vegetarische Siedlungsgemeinschaft in Ascona mit dem Naturheilsanatorium Monte Verità entwickelte sich zu einem internationalen Anziehungspunkt für Lebensreformer, Künstler und Anarchisten. Als lebensreformerische Mustersiedlung wurde ab 1932 die Gartenbausiedlung Schatzacker in Bassersdorf aufgebaut.
Im Unterschied zur Lebensreformbewegung in Deutschland, die infolge der Gleichschaltung durch die Nationalsozialisten diskreditiert war und nach 1945 über kaum noch funktionierende Organisationsstrukturen verfügte, überstand die Lebensreformbewegung in der Schweiz den Zweiten Weltkrieg weitgehend unbeschadet. Die meisten Vereine, Bünde, Verlage, Zeitschriften und Wirtschaftsunternehmen setzten ihre Arbeit ohne Unterbrechung fort. Dadurch konnten die Schweizer Lebensreformer in der Nachkriegszeit eine wichtige Rolle beim Wiederaufbau und der Neuvernetzung der Lebensreformbewegung in Europa einnehmen.

## Lebensreform in den Vereinigten Staaten
Einige der weniger bekannten Protagonisten der Bewegung in Deutschland, wie Bill Pester, Benedict Lust und Arnold Ehret, wanderten Ende des 19. und bis Mitte des 20. Jahrhunderts nach Kalifornien aus, wo sie die spätere Hippie-Bewegung stark beeinflussten. Eine Gruppe, die sich selbst die "Nature Boys" nannte, ließ sich als Kommune in der kalifornischen Wüste nieder. Ein Mitglied dieser Gruppe, Eden Ahbez, schrieb den Song Nature Boy (1947 von Nat King Cole aufgenommen), der die "Zurück-zur-Natur"-Bewegung in den USA populär machte. Schließlich gelangten einige dieser Nature Boys, darunter auch Gypsy Boots, 1967 nach Nordkalifornien, gerade rechtzeitig zum Summer of Love in San Francisco.

## Bekannte Lebensreformer
- William A. Alcott (1798–1859)
- David Ammann (1855–1923)
- Eduard Baltzer (1814–1887)
- Friedrich Eduard Bilz (1842–1922)
- Maximilian Bircher-Benner, Arzt und Ernährungsreformer (1867–1939)
- Wilhelm Bölsche, Schriftsteller (1861–1939)
- Otto Buchinger, Mediziner (1878–1966)
- Karl Buschhüter, Architekt und Lebensreformer (1872–1956)
- Carl Buttenstedt (1845–1910)
- Adolf Damaschke, Pädagoge (1865–1935)
- Karl Wilhelm Diefenbach, Künstler (1851–1913)
- Fidus (Hugo Reinhold Karl Johann Höppener; 1868–1948)
- Anna Fischer-Dückelmann, Autorin von Die Frau als Hausärztin
- Gustav Gräser, Künstler (1879–1958)
- Johannes Friedrich Guttzeit. Schriftsteller (1853–1935)
- Georg Hiller (1874–1960)
- Adolf Just, Autor von „Kehrt zur Natur zurück !“ (1859–1936)
- Gustav Jäger, Zoologe und Mediziner (1832–1917)
- Sebastian Kneipp, Naturheilkundler (1821–1897)
- Louis Kuhne, Naturheilkundler (1835–1901)
- Heinrich Lahmann, Arzt und Naturheiler (1860–1905)
- Friedrich Lamberty, Wanderredner (1891–1984)
- Friedrich Landmann (1864–1931)
- Robert Laurer (1899–1954)
- Gustav Lilienthal (1849–1933)
- gustaf nagel (1874–1952)
- Friedrich Nietzsche, Philosoph (1844–1900)
- Hans Paasche (1881–1920)
- Arnold Rikli, Naturheiler (1823–1906)
- Paul Schirrmeister, Naturheilkundler (1868–1945)
- Gustav Schlickeysen, Naturheilkundler (1843–1893)
- Karl Schmidt-Hellerau (1873–1948)
- Moritz Schreber (1808–1861)
- Afrikan Spir, Philosoph (1837–1890)
- Robert Springer, Schriftsteller (1816–1885)
- Rudolf Steiner (1861–1925)
- Johannes Ude (1874–1965)
- Bruno Wille (1860–1928)